# Сеоца (Андријевица)
Сеоца је насеље у општини Андријевица у Црној Гори. Према попису из 2003. било је 117 становника (према попису из 1991. било је 283 становника).

## Демографија
У насељу Сеоца живи 86 пунолетних становника, а просечна старост становништва износи 34,5 година (33,5 код мушкараца и 35,6 код жена). У насељу има 32 домаћинства, а просечан број чланова по домаћинству је 3,66.
Ово насеље је углавном насељено Србима (према попису из 2003. године), а у последња два пописа је дошло до значајног пада броја становника.
|  |

| Демографија | Демографија | Демографија |
| Година      | Становника  | Становника  |
| ----------- | ----------- | ----------- |
|             |             |             |
|             |             |             |
|             |             |             |
|             |             |             |
| 1948.       | 475         |             |
| 1953.       | 446         |             |
| 1961.       | 445         |             |
| 1971.       | 409         |             |
| 1981.       | 434         |             |
| 1991.       | 283         | 271         |
| 2003.       | 125         | 117         |
|             |             |             |

| Етнички састав према попису из 2003.‍ | Етнички састав према попису из 2003.‍ | Етнички састав према попису из 2003.‍ | Етнички састав према попису из 2003.‍ | Етнички састав према попису из 2003.‍ |
| ------------------------------------ | ------------------------------------ | ------------------------------------ | ------------------------------------ | ------------------------------------ |
|                                      |                                      |                                      |                                      |                                      |
| Срби                                 | Срби                                 |                                      | 97                                   | 82,90%                               |
| Црногорци                            | Црногорци                            |                                      | 19                                   | 16,23%                               |
| непознато                            | непознато                            |                                      | 0                                    | 0,0%                                 |

| Година пописа     | 1948. | 1953. | 1961. | 1971. | 1981. | 1991. | 2003. |
| ----------------- | ----- | ----- | ----- | ----- | ----- | ----- | ----- |
| Број домаћинстава | 98    | 100   | 101   | 89    | 97    | 75    | 34    |

| Број чланова      | 1  | 2 | 3 | 4 | 5 | 6 | 7 | 8 | 9 | 10 и више | Просек |
| ----------------- | -- | - | - | - | - | - | - | - | - | --------- | ------ |
| Број домаћинстава | 32 | 9 | 4 | 0 | 5 | 7 | 5 | 1 | 1 | 0         | 0      |

| Пол    | Укупно | Неожењен/Неудата | Ожењен/Удата | Удовац/Удовица | Разведен/Разведена | Непознато |
| ------ | ------ | ---------------- | ------------ | -------------- | ------------------ | --------- |
| Мушки  | 50     | 23               | 23           | 4              | 0                  | 0         |
| Женски | 40     | 11               | 20           | 7              | 2                  | 0         |
| УКУПНО | 90     | 34               | 43           | 11             | 2                  | 0         |

| Пол    | Укупно                    | Пољопривреда, лов и шумарство | Рибарство                            | Вађење руде и камена | Прерађивачка индустрија       |
| ------ | ------------------------- | ----------------------------- | ------------------------------------ | -------------------- | ----------------------------- |
| Мушки  | 18                        | 0                             | 0                                    | 1                    | 5                             |
| Женски | 7                         | 0                             | 0                                    | 0                    | 3                             |
| УКУПНО | 25                        | 0                             | 0                                    | 1                    | 8                             |
| Пол    | Производња и снабдевање   | Грађевинарство                | Трговина                             | Хотели и ресторани   | Саобраћај, складиштење и везе |
| Мушки  | 0                         | 0                             | 3                                    | 1                    | 0                             |
| Женски | 0                         | 0                             | 1                                    | 0                    | 0                             |
| УКУПНО | 0                         | 0                             | 4                                    | 1                    | 0                             |
| Пол    | Финансијско посредовање   | Некретнине                    | Државна управа и одбрана             | Образовање           | Здравствени и социјални рад   |
| Мушки  | 0                         | 0                             | 7                                    | 0                    | 1                             |
| Женски | 0                         | 0                             | 1                                    | 1                    | 1                             |
| УКУПНО | 0                         | 0                             | 8                                    | 1                    | 2                             |
| Пол    | Остале услужне активности | Приватна домаћинства          | Екстериторијалне организације и тела | Непознато            | Непознато                     |
| Мушки  | 0                         | 0                             | 0                                    | 0                    | 0                             |
| Женски | 0                         | 0                             | 0                                    | 0                    | 0                             |
| УКУПНО | 0                         | 0                             | 0                                    | 0                    | 0                             |